# (3206) Wuhan
(3206) Wuhan es un asteroide perteneciente al cinturón de asteroides, descubierto el 13 de noviembre de 1980 por el equipo del Observatorio de la Montaña Púrpura desde el Observatorio de la Montaña Púrpura, Nankín (China).

## Designación y nombre
Designado provisionalmente como 1980 VN1. Fue nombrado Wuhan en homenaje a Wuhan ciudad de la República Popular China.